# Булухта (посёлок)
Булухта — посёлок в Алтайском районе Алтайского края России. Входит в состав Беловского сельсовета.

## География
Посёлок расположен вдоль одноимённой реки Булухта, в живописной долине.
Уличная сеть
В посёлке 1 улица — Речная.
Расстояние до
- районного центра села Алтайское 40 км.
- областного центра Барнаул 226 км.

Ближайшие населённые пункты:
Белое — 5 км, Могута — 5 км, Улусчерга — 9 км, Черга — 11 км, Комар — 13 км, Барлак — 15 км.

## Климат
Умеренно континентальный, теплый, увлажненный, горный. Средняя температура января −16° С, июля +20° С.

## Население
| 1997 | 1998 | 1999 | 2000 | 2001 | 2002 | 2003 |
| ---- | ---- | ---- | ---- | ---- | ---- | ---- |
| 22   | ↘21  | ↗23  | →23  | →23  | ↘17  | →17  |
| 2004 | 2005 | 2006 | 2007 | 2008 | 2009 | 2010 |
| →17  | ↘16  | ↘15  | ↗17  | →17  | ↗19  | ↘14  |
| 2011 | 2012 | 2013 |      |      |      |      |
| ↘13  | ↘12  | ↘8   |      |      |      |      |

## История
Вдоль берегов Булухты пробивались чистейшие родники с водой. Видимо, по этой причине в богатой травами и чистой водой долине реки стали селиться люди. Наличие обширных логов вокруг поселка способствовало разведению скота. Люди занимались в основном животноводством. Булухта в советский период истории России являлась частью совхоза «Горный». Была в деревне своя школа, располагавшаяся в небольшом домике. Сюда ходили учиться дети из Булухты и соседней Архиповки. Название реки и посёлка созвучно с тюркскими словами «булук», «булукту». «Булукту кобы» в буквальном переводе означает «скопление льда», что характерно для горных рек.

## Инфраструктура
Посёлок входит в список отдаленных и труднодоступных местностей, его население сильно сократилось. Школа располагается в соседнем селе — МБОУ "Беловская СОШ № 1" , жители пользуются выездными формами торгового и медицинского обслуживания населения. В селе работает торговая организация "ТОО Радуга".
Транспорт
Недалеко от посёлка находятся автомобильные дороги краевого и федерального значения: Бийск — Советское — Алтайское — Черга и Чуйский тракт.

## Туризм
На окраине поселка расположена заимка с базой отдыха, предлагающей круглогодичное размещение туристов вместе с домашними питомцами — собаками. На территории заимки расположен питомник собак пород сибирский хаски и сиба ину.